# Boe
För andra betydelser, se Boe (olika betydelser).
Boe [bo:e] (finska Häihä, det svenska namnet är dock vanligare i finskt språkbruk) är en del av Hindhårs by och en egendom i den före detta kommunen Borgå landskommun (nuvarande staden Borgå), vid gränsen till Sibbo i Östra Nyland, Södra Finlands län.
Husmodersskolan Högvalla, som grundades 1908 i Karis, verkade på Boe gård från 1927. Den införlivades i Samfundet Folkhälsans verksamhet 1996 och upphörde i början av 2000-talet.